# Andricus sieboldi
Andricus sieboldi är en stekelart som först beskrevs av Hartig 1843.  Andricus sieboldi ingår i släktet Andricus, och familjen gallsteklar. Inga underarter finns listade i Catalogue of Life. Artens asexuella generation har tidigare förväxlats med Andricus testaceipes
A. sieboldi  bildar ganska tydliga kägellika stamgaller vid basen av eksly som gärna kapats eller på annat sätt skadats. Ur dessa galler kläcks den asexuella generationen. Den sexuella generationen bildar istället mer diskreta galler i bladskaften på eklöv.